# Burgess H
Die Burgess H war das erste Flugzeug mit Zugpropeller des US Army Signal Corps im Jahre 1913.

## Entwicklung
Am 1. Februar 1911 erhielten William Starling Burgess und Greely S. Curtis die Lizenz zum Nachbau von Wright-Flugzeugen. Sie beschäftigen sich mit dem Bau und Verkauf von Flugzeugen für die US Army und US Navy. Die Burgess Company & Curtis wurde am 3. Juni 1911 in Marblehead (Massachusetts) gebildet.
Die Burgess H war von Anfang an als Militärflugzeug entwickelt wurden. Der Doppeldecker entstand im Jahre 1912. Die Burgess H besaß einen 70-PS-Renault-Motor, der einen Zugpropeller antrieb. Am Anfang war sie nur einsitzig, wurde aber von Grover Loening 1914 zum Zweisitzer umgebaut.
Die Aeronautical Division der U.S. Army Signal Corps erhielt im September 1913 fünf Burgess H. Die Maschinen gingen an das 1st Aero Squadron in Rockwell Field auf North Island in San Diego. Hier war die Signal Corps Aviation School. Die Burgess H waren die Maschinen Nummer 24–28 der Aeronautical Division. Sie wurden von 1913 bis 1915 als Schulflugzeug verwendet. 
Eine Wasserflugzeug-Variante ging an die US-Navy, die später als D-1 bzw. AB-7 bezeichnet wurde.
Am 14. Februar 1914 stellten Leutnant Townsend Dodd und Sergeant Herbert Marcus einen neuen Dauerflug- und Streckenrekord mit einer Burgess H auf. Der Flug dauerte 4 Stunden und 43 Minuten und die Flugstrecke betrug 393 km. Die zweisitzige Maschine brach dabei auch die Rekorde für einsitzige Flugzeuge.
Später arbeitete Burgess mit dem Briten John William Dunne zusammen und verkaufte z. B. die Burgess-Dunne AH-7 an die US Navy bzw. an die Canadian Aviation Corps. Die Burgess Company baute bis 1918 Flugzeuge.

## Technische Daten
| Burgess H:            |                                     |
| Kenngröße             | Daten                               |
| Länge                 | 8,45 m                              |
| Flügelspannweite      | 10,52 m                             |
| Höhe                  | k. A.                               |
| Antrieb               | Ein Renault-Motor mit 70 PS (51 kW) |
| Höchstgeschwindigkeit | k. A.                               |
| Besatzung             | zwei Mann                           |